# Uchi no Maid ga Uzasugiru!
Uchi no Maid ga Uzasugiru! (яп. うちのメイドがウザすぎる! Ути но мэйдо га удзасугиру!, Моя горничная слишком надоедливая!) — японская манга Канко Накамуры. Манга была издается в журнале Manga Action издательства Futabasha с 2013 года. 11 апреля 2018 года было объявлено об аниме-адаптации, премьера состоялась в октябре 2018 года.

## Сюжет
История повествует о Мише, маленькой русской девочке, которая потеряла мать в раннем возрасте и теперь живет с отчимом в Японии. Отчим нанимает горничную по имени Камой Цубамэ. Цубамэ ранее была членом сил самообороны Японии. Цубамэ помешана на маленьких девочках, поэтому постоянно изобретает способы, чтобы подобраться поближе к Мише, которой это очень не нравится.

## Персонажи
- Цубамэ Камой (яп. 鴨居 つばめ Камой Цубамэ) — главная героиня и бывший солдат военно-воздушных сил самообороны Японии, которая становится служанкой в семье Таканаси. У нее есть симпатия к маленьким девочкам, и поэтому она очень привязана к Мише.
- Миша Таканаси (яп. 高梨 ミーシャ  Таканаси Ми:ся) — русская девочка, живущая в Японии. После смерти матери замкнулась в себе и перестала ходить в школу, а нанятых отчимом горничных отпугивала своим поведением. Мама назвала её по сериалу Koguma no Misha про Мишу, талисман Олимпийских игр 1980 года.
- Мимика Васидзаки (яп. 鷲崎 みみか Васидзаки Мимика) -
- Юи Морикава (яп. 森川 ゆい Морикава Юи) — одноклассница Миши, которая имеет одностороннее соперничество с ней.
- Мидори Укай (яп. 鵜飼 みどり Укай Мидори)
- Кумагоро (яп. クマゴロー Кумагоро:) — хорёк Миши.

## Медиа

### Манга
Первый выпуск манги Канко Накамуры состоялся в журнале «Manga Action» издательства Futabasha 25 августа 2016 года.
| № | Дата публикации | ISBN                   |
| - | --------------- | ---------------------- |
| 1 | 12 января 2017  | ISBN 978-4-575-84913-4 |
| 2 | 12 октября 2017 | ISBN 978-4-575-85043-7 |
| 3 | 12 апреля 2018  | ISBN 978-4-575-85135-9 |

### Аниме
Адаптация в формате аниме-сериала была анонсирована 11 апреля 2018 года. Премьера состоялась в октябре 2018 года. Режиссером стал Масахико Ота, сценаристом Такаси Аосима, производством занялась анимационная студия Doga Kobo. Дизайн персонажей для экранизации создал Дзюн Ямадзаки.